# 劇団牧羊犬
劇団牧羊犬（げきだんぼくようけん）は日本の劇団。日英バイリンガル作家の渋谷悠主宰の劇団。作・演出の渋谷悠、俳優の井上薫と徳岡温朗、プロデューサーの渋谷真樹子の4名から成る。
2014年、演劇プロデュースユニットとして旗揚げ。2022年、活動本格化のため劇団に組織変更。緻密な人間ドラマと大胆な構成力、そして映像的な演出が話題を呼び、着実に公演を重ねている。公演映像にもこだわりをもち、複数台のカメラを使い公演を収録し、映画監督でもある渋谷悠自らが細部にわたり編集監修をする。また、公演映像に英字幕をつけ海外へ発信する取り組みを始めており、『底なし子の大冒険』の英字幕付きの舞台映像は、海外の複数の映画祭にて入選・受賞を果たした。
2025年1月24日、渋谷悠が脚本・監督を務める長編映画『美晴に傘を』が恵比寿ガーデンシネマ他順次公開予定。この映画には、劇団員である井上薫、徳岡温朗も出演する。

## 略歴[3]
- 第6回本公演『夜の初めの数分間～画子とひまわりの場合～』（2023年）が、佐藤佐吉賞2023にて、最優秀脚本賞（渋谷悠）、最優秀主演俳優賞（平体まひろ ）、優秀作品賞、優秀助演俳優賞（井上薫）、優秀舞台美術賞を受賞。
- 第4回本公演『底なし子の大冒険』（2021年）の英字幕付き舞台映像が、海外の複数の映画祭にて入選・受賞。
- 渋谷悠戯曲集『底なし子の大冒険／狼少年タチバナ』が2022年秋に論創社より出版。
- 第2回本公演『狼少年タチバナ』（初演・2015年）の舞台映像が、門真国際映画祭2020舞台映像部門で優秀作品賞/優秀主演男優賞/優秀助演男優賞/優秀助演女優賞の4つの賞を受賞。

## 過去公演一覧と受賞歴[4]
- 2023 劇団牧羊犬第6回本公演『夜の初めの数分間～画子とひまわりの場合～』（王子小劇場）
  - 佐藤佐吉賞2023 最優秀脚本賞（渋谷悠）、最優秀主演俳優賞（平体まひろ ）、優秀作品賞、優秀助演俳優賞（井上薫）、優秀舞台美術賞を受賞

- 2022 劇団牧羊犬第5回本公演『狼少年タチバナ』（恵比寿・エコー劇場）
- 2021 牧羊犬第4回本公演『底なし子の大冒険』（恵比寿・エコー劇場）
  - 舞台映像が次の海外映画祭で受賞。
    - 10th Logcinema Theatre on Films (Buenos Aires, Argentina) Official Selection
    - EdiPlay International Film Festival (France) Best Drama Award
    - Luleå International Film Festival (Sweden) Semifinalist
    - Swedish International Film Festival (Sweden) Best Stage Play Award Winner
    - Lift-Off Filmmaker Sessions Official Selection
    - Student Live Film Festival (Paris, France) Official Selection
    - Rome Prisma Awards (Rome, Italy) Nominated for Best Feature Film
    - Cinema of the World International Film Festival(New Delhi, India) Honorable Mention
    - Las Vegas International Film & Screenwriting Festival (Las Vegas, United States) Official Selection
    - Birsamunda International Film Awards (India) Best Actress/Best Stage Play
    - International World Film Awards (Cambridge, United Kingdom) Official Selection
    - Out of The Can International Film Festival (London, United Kingdom) Finalist
    - Great Message International Film Festival (Mumbai, India) Best Direction
    - Spain Film Connect (Spain) Finalist
    - Chhatrapati SHIVAJI International Film Festival (Pune, India) Official Selection

- 2017 牧羊犬第3回本公演『ガラスの怪物』（下北沢 小劇場B1）
- 2015  牧羊犬第2回本公演『狼少年タチバナ』（テアトルBONBON）
  - 舞台映像が門真国際映画祭2020 舞台映像部門 優秀作品賞、優秀主演男優賞（テイ龍進）、優秀助演男優賞（平子哲充）、優秀助演女優賞（井上薫） 受賞
- 2015  牧羊犬Black Box#1『Visual Poetry』（サラヴァ東京）
- 2014  牧羊犬旗揚げ公演『國富家の三姉妹』（シアターグリーン Base Theater）